# Regatul Libiei
Regatul Libiei, sau Regatul Unit al Libiei a luat ființă după independență la 24 decembrie 1951 și a durat până la lovitura de stat condusa de Muammar al-Gaddafi la septembrie 1969, care l-a răsturnat pe regele Idris al Libiei care a stabilit Republica Arabă Libiană.

## Istorie
Idris as-Senussi, Emirul Tripolitaniei și Cirenaicei, reprezenta Libia în negocierile din cadrul ONU. La 24 decembrie 1951, Libia și-a declarat independența, organizându-se reprezentanții în Cirenaica, Tripolitania și Fezzan de declarare a unei uniuni numite Regatul Unit al Libiei, lui Idris ca-Senussi fiind-ui oferită coroana. În conformitate cu Constituția noii țării, acesta va avea un guvern federal, cele trei state Cirenaica, Tripolitania și Fezzan având autonomie. Regatul a avut, de asemenea, trei orașe capitală: Tripoli, Benghazi și Bayḑā. Doi ani după obținerea independentei, la 28 martie 1953, Libia a aderat la Liga Arabă.
Atunci când Libia a declarat independența la 24 decembrie 1951 a fost prima țară care a obținut independența prin intermediul Națiunilor Unite. Regatul Libiei a fost proclamat constituțional și o monarhie ereditară, Idris fiind proclamat rege. Anterior, URSS a solicitat un mandat în Libia, după sfârșitul celui de-al doilea război mondial .
Ca urmare a obținerii independenței, Libia s-a confruntat cu o serie de probleme. Nu au fost colegii în țară, doar șaisprezece absolvenți la facultate. De asemenea, țara a avut doar trei avocați în regat. De asemenea, s-a estimat că numai 250.000 libieni au fost alfabetizați și că 5% din populație a fost oarbă, suferind de boli la ochi.
În aprilie 1955, explorarea petrolului a început în regat cu domeniile sale de petrol primul fiind descoperit în anul 1959. Primele exporturi au început în 1963 cu descoperirea uleiului. Deși uleiul a îmbunătățit în mod drastic finanțele Libiei.
La 25 aprilie 1963, sistemul federal de guvernare a fost desființat și numelr țării a fost schimbat în Regatul Libiei pentru a reflecta modificările constituționale.
Așa cum a fost cazul cu celelalte națiuni africane urma obținerii independenței, coloniștii italieni rămași în Libia a avut multe dintre cele mai bune locuri de muncă, aflate în proprietatea celor mai bune terenuri agricole.
Monarhia a luat sfrșit la 1 septembrie 1969, când un grup de ofițeri militari conduși Muammar al-Gaddafi au organizat o lovitură de stat împotriva regelui Idris, în timp ce el a fost în Turcia, pentru tratament medical.
Lovitura de stat l-a înlăturat pe regele Idris în favoarea prințul moștenitor, care a fost numit regent după plecarea regelui pentru Turcia. După răsturnarea monarhiei țara a fost redenumită Republica Arabă Libiană.

## Constituția
Potrivit Constituției din octombrie 1951, monarhia federală din Libia a fost condusă de regele Idris ca șef al statului, cu succesiunea la tron desemnată de moștenitorii lui. Brațul executiv al guvernului a constat un prim-ministru și Consiliul de Miniștri desemnat de către rege, de asemenea, responsabil pentru Camera Deputaților, camera inferioară a unei legislaturi bicamerale. Senatul, sau Camera Superioară, a constat din opt reprezentanți din fiecare dintre cele trei provincii. Jumătate din senatori au fost desemnați de către rege, care a avut, de asemenea, dreptul de veto asupra legislației și de a dizolva camera inferioară. Autonomia locale în provincii a fost exercitată prin intermediul guvernelor provinciale și legislative. Benghazi și Tripoli au servit alternativ ca și capitale naționale.

## Politică
Regatul Unit al Libiei a fost un monarhie constituțională și ereditară cu puterea legislativă fiind exercitată de către monarh, în colaborare cu Parlamentul European.

### Regele
Regele a fost definit prin Constituție ca șef suprem al statului. Înainte el este în stare să-și asume atribuțiile constituționale. Regele ar trebui să ia un jurământ înainte de o ședință comună a Senatului și Camerei Reprezentanților. Toate legile adoptate de Parlament sunt necesare să fie sancționate și promulgate de către rege. Acesta a fost, de asemenea, responsabilitatea regelui de a deschide și închide sesiunile Parlamentului, ei, de asemenea, responsabilitatea de a dizolva Camera Reprezentanților, în conformitate cu Constituția. Regele a fost șeful Forțelor armate.

### Consiliul de miniștri
Regele, de asemenea,a numit și eliberat miniștrii pe baza avizului de prim-ministru.Consiliul de Miniștri au fost responsabili pentru direcția afacerilor interne și externe ale țării și a Consiliului au fost responsabili Camera Reprezentanților. Odată ce un prim-ministru a fost înlăturat din funcție automat acest lucru a dus la concedierea a tuturor altor miniștri

### Parlamentul
Parlamentul regatului a fost compus din două camere, Senatul și Camera Reprezentanților. Ambele camere se întâlneau și plecau, în același timp.
Senatul era compus din douăzeci și patru membri numiți de rege. Un loc în Senat a fost limitat la resortisanții libieni de cel puțin patruzeci de ani. Regele numea președintele Senatului, Senatul alegând doi vicepreședinți, pe care regele ar trebui apoi să aprobe. Președintele și vice-președintele a servit pentru o perioadă fixă de doi ani termen lung. La sfârșitul acestui termen, regele a fost liber să numească înlocuirea cu altcineva. Mandatul de senator a fost de opt ani. Un senator nu ar putea servi pentru mandate consecutive, dar ar putea fi numit din nou în viitor. Jumătate din toți senatorii au fost înlocuiți la fiecare patru ani.
Membrii Camerei Reprezentanților au fost aleși prin sufragiu universal ca urmare a schimbării constituționale, la 25 aprilie 1963, anterior femeile nu puteau să voteze. Alegerile au avut loc la fiecare patru ani cu excepția cazului în care Parlamentul a fost dizolvat mai devreme. Deputații au fost responsabili pentru alegerea unui vorbitor.